# 大湊站

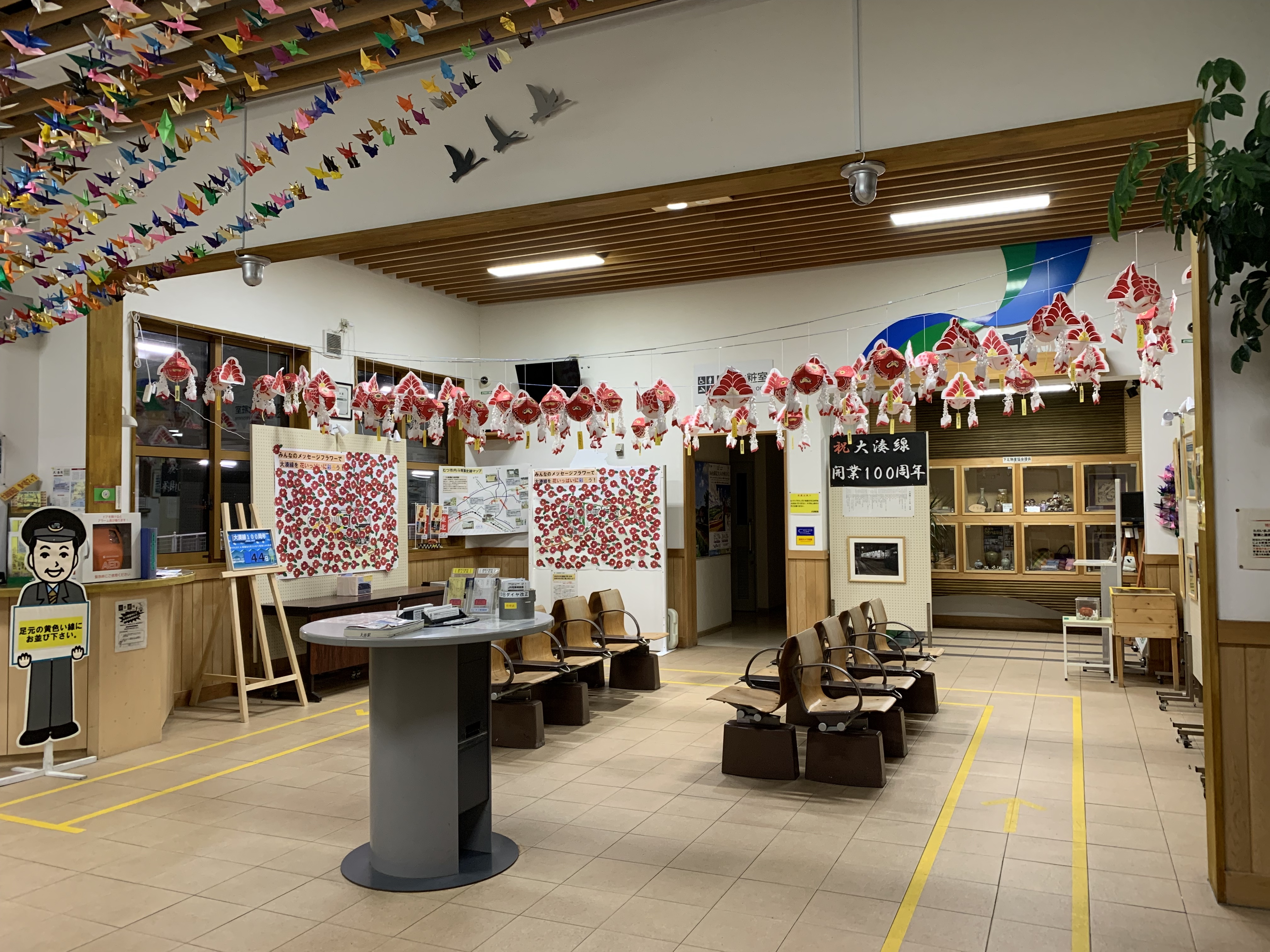
車站內部（2021年8月）

大湊站（日语：／ Ōminato eki */?）是位於青森縣陸奧市大湊新町7番14號，東日本旅客鐵道（JR東日本）的大湊線車站（終點站）。由於此站是「下北觀光的據點，恐山、寒立馬之尻屋岬、獼猴生息之陸奧市脇野澤到發站」，因此被選為東北車站百選之一。

## 歷史
此站曾設有大湊海軍航空隊，因此較多人使用，車站周邊較多商店。但是，當大湊町和田名部町合併成為大湊田名部市（後來為陸奧市）後，市政廳設於田名部地區，使用人次有所下降。
- 1921年（大正10年）9月25日：車站啟用。
- 1987年（昭和62年）4月1日：伴隨國鐵分割民營化，車站由東日本旅客鐵道（JR東日本）營運[1]。
- 1993年（平成5年）12月1日：站內設置大湊線營業所。
- 1997年（平成9年）12月31日：關閉JR巴士大湊站售票處。
- 2002年（平成14年）：被選為東北車站百選之一。
- 2010年（平成22年）12月：車站大樓翻新。
- 2011年（平成23年）9月30日：車站租車結業。翌日遷移至鄰站下北站。
- 2012年（平成24年）11月9日：大湊站旅行中心關閉。
- 2019年（令和元年）9月1日：與會津若松站結成姊妹車站[2][3]。

## 車站構造

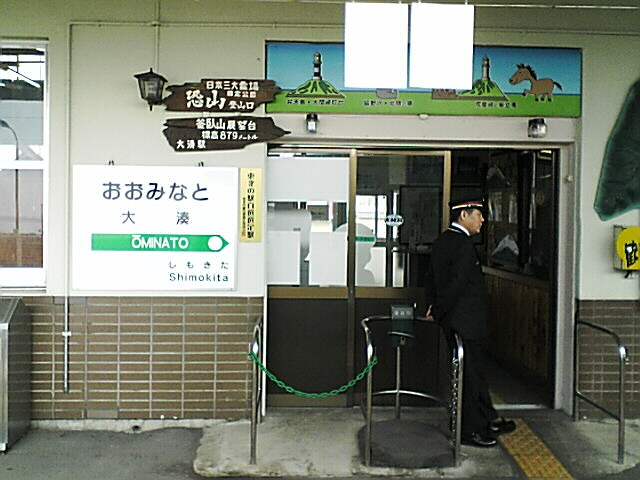
驗票口（2007年4月）

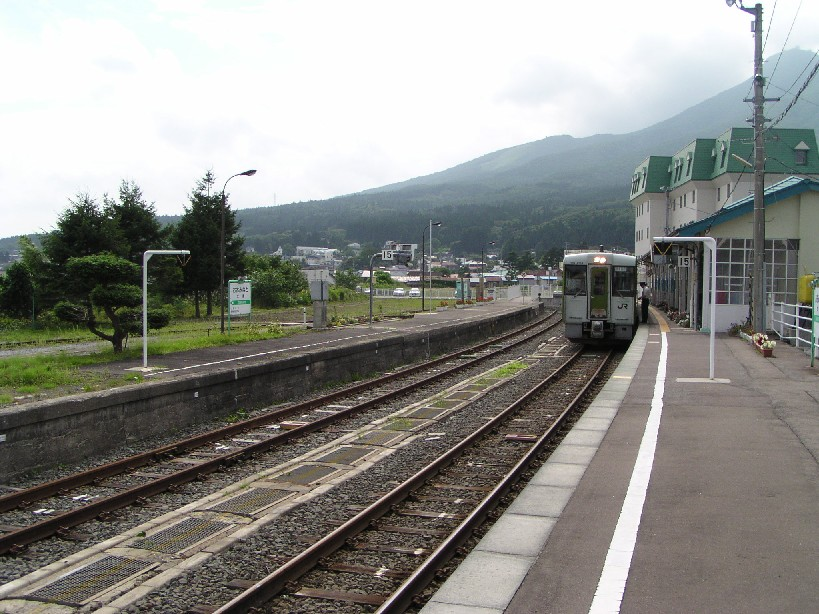
月台（2003年8月）

此站是地面車站，設有2面2線的港灣式月台。曾經此站設有2面3線月台，設有停泊大湊線、大畑線柴油列車的大湊運輸區（後來為大湊線營業所，現時已廢止）。現時1條留置線已經撒走，變成空地。但是，此站設有夜間停泊列車。
此站是直營車站（設有站長、副站長和助理）。同時為管理車站，管理大湊線各站（除了野邊地站，該站由青森鐵道管理）。車站內設有綠色窗口和1台輕觸式自動售票機。此站曾設有商店（Kiosk）。

### 月台
| 月台 | 路線    | 方向       |
| ---- | ------- | ---------- |
| 1、2 | ■大湊線 | 野邊地方向 |

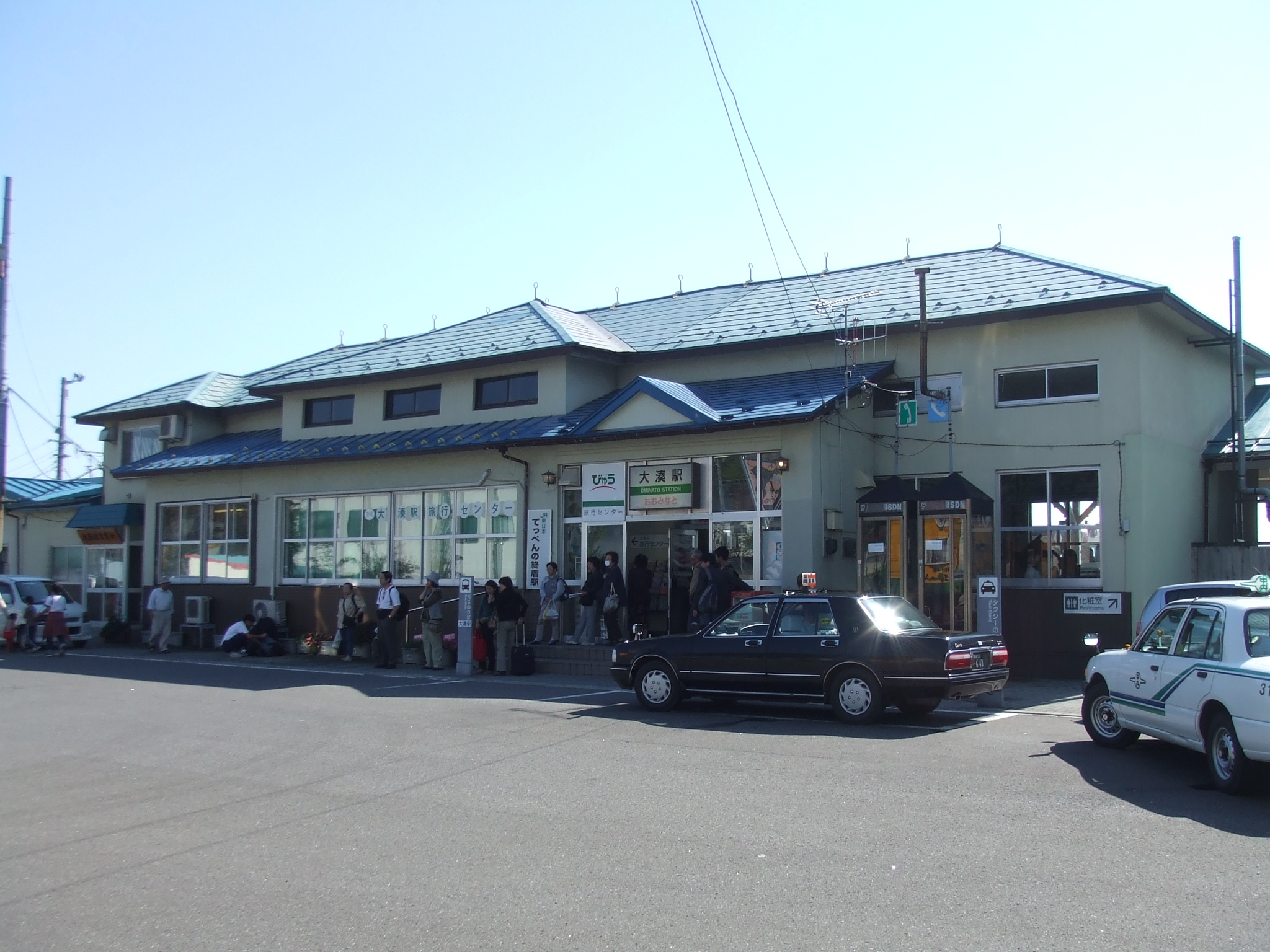
舊站房（2007年10月）
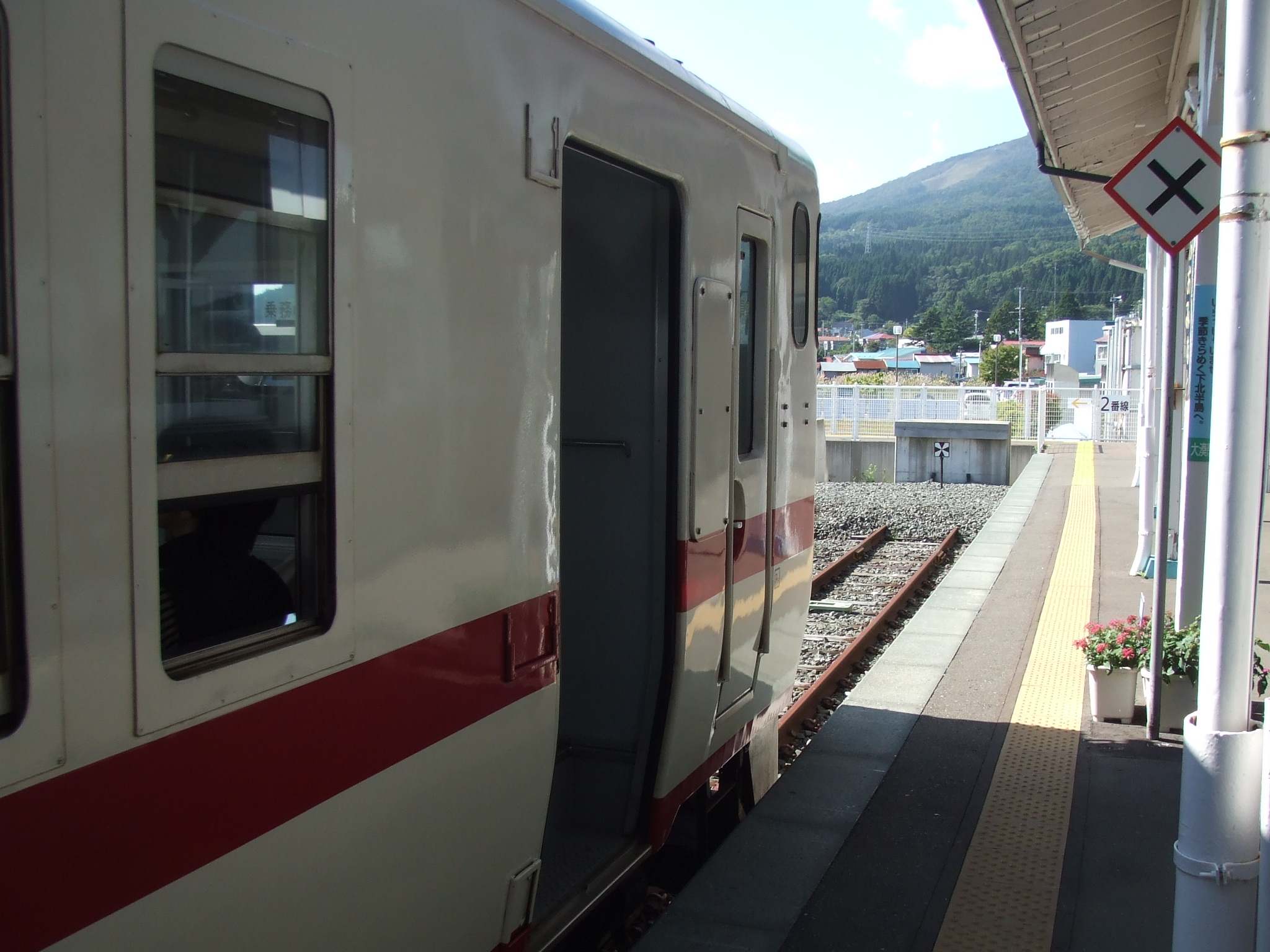
路線終端（2007年10月）

## 使用狀況
根據「JR東日本」，2019年度（令和元年度）1日平均乘車人次為132人。
| 乘車人次變化       | 乘車人次變化     | 乘車人次變化    |
| 年度               | 1日平均 乘車人次 | 參考資料        |
| ------------------ | ---------------- | --------------- |
| 2000年（平成12年） | 203              | [ 利用客数 2 ]  |
| 2001年（平成13年） | 189              | [ 利用客数 3 ]  |
| 2002年（平成14年） | 200              | [ 利用客数 4 ]  |
| 2003年（平成15年） | 182              | [ 利用客数 5 ]  |
| 2004年（平成16年） | 190              | [ 利用客数 6 ]  |
| 2005年（平成17年） | 192              | [ 利用客数 7 ]  |
| 2006年（平成18年） | 258              | [ 利用客数 8 ]  |
| 2007年（平成19年） | 280              | [ 利用客数 9 ]  |
| 2008年（平成20年） | 282              | [ 利用客数 10 ] |
| 2009年（平成21年） | 263              | [ 利用客数 11 ] |
| 2010年（平成22年） | 240              | [ 利用客数 12 ] |
| 2011年（平成23年） | 145              | [ 利用客数 13 ] |
| 2012年（平成24年） | 158              | [ 利用客数 14 ] |
| 2013年（平成25年） | 175              | [ 利用客数 15 ] |
| 2014年（平成26年） | 174              | [ 利用客数 16 ] |
| 2015年（平成27年） | 182              | [ 利用客数 17 ] |
| 2016年（平成28年） | 162              | [ 利用客数 18 ] |
| 2017年（平成29年） | 162              | [ 利用客数 19 ] |
| 2018年（平成30年） | 145              | [ 利用客数 20 ] |
| 2019年（令和元年） | 132              | [ 利用客数 1 ]  |

## 車站周邊
陸奧市中心（陸奧市政廳）位於鄰站下北站。
- 青森銀行大湊分店
- 青森縣信用組合（日语：青森県信用組合）大湊分店
- 青森縣立陸奧工業高等學校（日语：青森県立むつ工業高等学校）
- 青森縣立大湊高等學校（日语：青森県立大湊高等学校）
- 大湊站前郵局
- 大湊港（日语：大湊港）
- 國道338號（日语：国道338号）
- JR巴士東北大湊營業所（日语：ジェイアールバス東北大湊営業所）（JR巴士前往田名部班次，於「山田」下車）
- 青森信用金庫（日语：青い森信用金庫）大湊分店
- Folkloro大湊
- 前田商鋪（日语：マエダ (スーパーマーケット)）大湊店
- 陸奧銀行大湊分店
- 陸奧運動公園
- 陸奧警署大湊派出所
- 下北地域廣域行政事務組合大湊消防署
- 陸奧保健所
- 陸奧克雪圓頂
- Wellness Park

## 巴士路線
- JR巴士東北下北本線（日语：ジェイアールバス東北大湊営業所#下北線）
  - 前往田名部
  - 前往宇曾利川、川內町（日语：川内町 (青森県)）、脇野澤（日语：脇野沢村）方向
- 下北觀光路線巴士「Gururin下北號」（預約制）＜下北Tabi明日＞

## 相鄰車站
東日本旅客鐵道（JR東日本）
■大湊線
□快速「下北」、■普通
下北－大湊

## 注腳

### 使用狀況
1. 1 2  . 東日本旅客鐵道.   [2020-07-13]. （原始内容存档于2020-07-10） （日语）.
2. ↑  . 東日本旅客鐵道.   [2019-02-03]. （原始内容存档于2018-02-13） （日语）.
3. ↑  . 東日本旅客鐵道.   [2019-02-03]. （原始内容存档于2019-04-02） （日语）.
4. ↑  . 東日本旅客鐵道.   [2019-02-03]. （原始内容存档于2019-04-02） （日语）.
5. ↑  . 東日本旅客鐵道.   [2019-02-03]. （原始内容存档于2019-04-02） （日语）.
6. ↑  . 東日本旅客鐵道.   [2019-02-03]. （原始内容存档于2019-04-02） （日语）.
7. ↑  . 東日本旅客鐵道.   [2019-02-03]. （原始内容存档于2017-08-08） （日语）.
8. ↑  . 東日本旅客鐵道.   [2019-02-03]. （原始内容存档于2019-04-02） （日语）.
9. ↑  . 東日本旅客鐵道.   [2019-02-03]. （原始内容存档于2019-04-02） （日语）.
10. ↑  . 東日本旅客鐵道.   [2019-02-03]. （原始内容存档于2019-02-22） （日语）.
11. ↑  . 東日本旅客鐵道.   [2019-02-03]. （原始内容存档于2019-04-02） （日语）.
12. ↑  . 東日本旅客鐵道.   [2019-02-03]. （原始内容存档于2019-04-02） （日语）.
13. ↑  . 東日本旅客鐵道.   [2019-02-03]. （原始内容存档于2019-04-02） （日语）.
14. ↑  . 東日本旅客鐵道.   [2019-02-03]. （原始内容存档于2019-04-02） （日语）.
15. ↑  . 東日本旅客鐵道.   [2019-02-03]. （原始内容存档于2016-03-04） （日语）.
16. ↑  . 東日本旅客鐵道.   [2019-02-03]. （原始内容存档于2019-03-06） （日语）.
17. ↑  . 東日本旅客鐵道.   [2019-02-03]. （原始内容存档于2019-03-23） （日语）.
18. ↑  . 東日本旅客鐵道.   [2019-02-03]. （原始内容存档于2019-02-14） （日语）.
19. ↑  . 東日本旅客鐵道.   [2019-02-03]. （原始内容存档于2019-03-25） （日语）.
20. ↑  . 東日本旅客鐵道.   [2019-07-07]. （原始内容存档于2019-07-05） （日语）.

## 外部連結
- 車站資訊（大湊）：東日本旅客鐵道（日語）